# Iván López Mendoza
Iván López Mendoza (València, 23 d'agost de 1993) és un futbolista professional valencià que juga com a lateral dret.

## Carrera esportiva
López va començar la seva carrera al Llevant UE i va jugar diversos anys a l'equip filial, competint a la tercera divisió.
El 13 de desembre de 2011 López va debutar amb el primer equip, en una derrota per 1–3 contra el Deportivo de La Corunya a la Copa del Rei 2011-12. Va tornar a jugar amb el primer equip el 26 de gener de l'any següent, disputant els 90 minuts, aquest cop en una derrota a casa per 0–3 contra el València CF a la mateixa competició.
El 17 de juliol de 2013 López fou cedit al Girona FC, de la segona divisió. Va marcar el seu primer gol com a professional el 16 de febrer de l'any següent, quan convertí el tercer d'una victòria a casa per 6–0 contra el CD Lugo.
López va fer el seu debut a La Liga el 30 d'agost de 2014, substituint el lesionat Nikos Karabelas al minut setanta, en un partit que acabà en derrota per 0–3 contra l'Athletic Club. El 23 de juliol de l'any següent, va signar un nou contracte amb el club per cinc anys, fins al.
El 28 d'agost de 2018, López fou cedit al Gimnàstic de Tarragona de segona divisió, per un any.